# Mister Winkle va alla guerra
Mister Winkle va alla guerra (Mr. Winkle Goes to War) è un film statunitense del 1944 diretto da Alfred E. Green.